# Diócesis de Atlacomulco
La diócesis de Atlacomulco (en latín: Dioecesis Atlacomulcana) es una circunscripción eclesiástica de la Iglesia católica en México. Se trata de una diócesis latina, sufragánea de la arquidiócesis de Toluca. Desde el 3 de julio de 2024 se encuentra en Sede Vacante.

## Territorio y organización

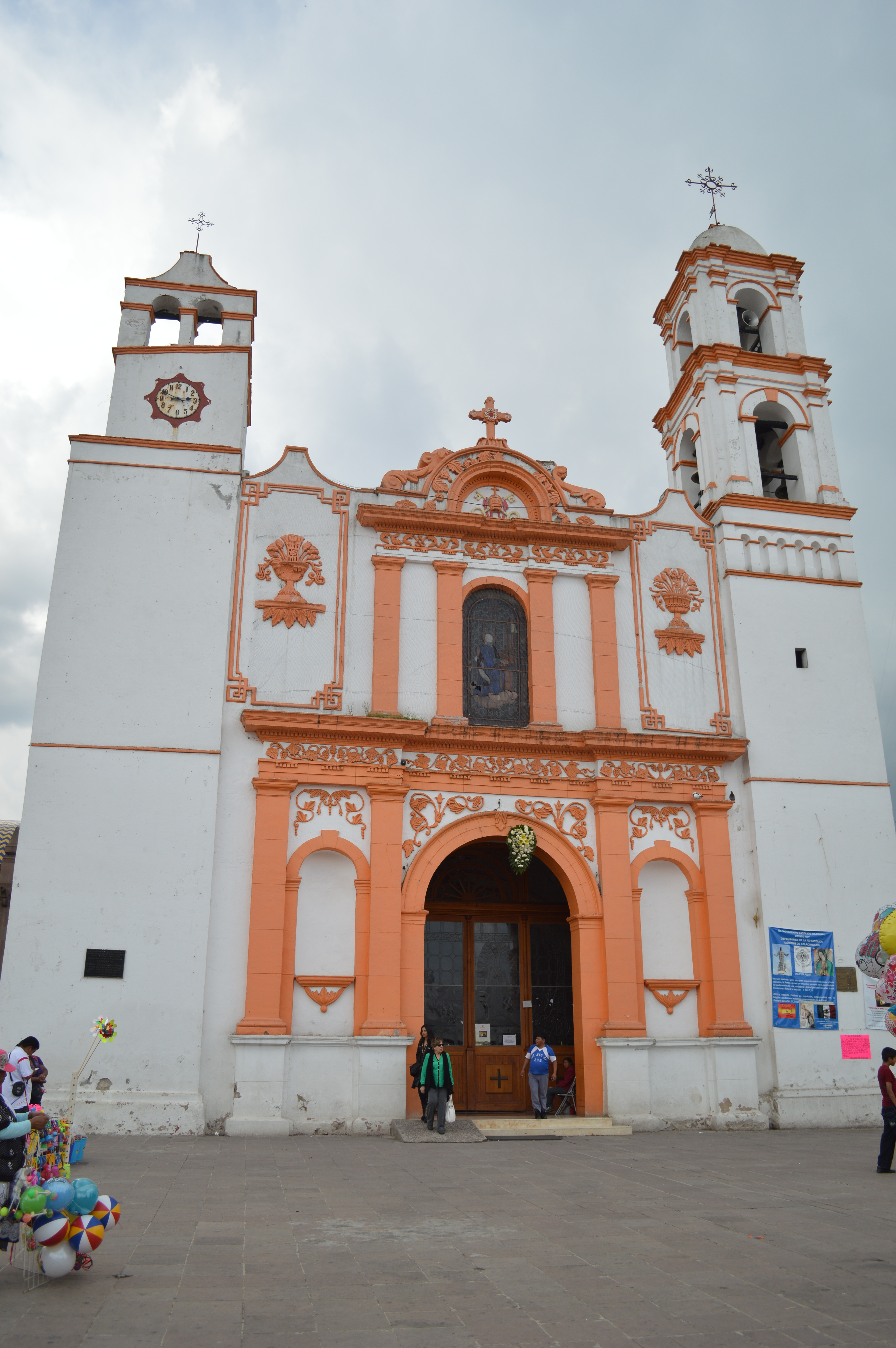
Excatedral de Nuestra Señora de Guadalupe

La diócesis tiene 5364 km² y extiende su jurisdicción sobre los fieles católicos de rito latino residentes en el estado de México en los 17 municipios de: Acambay, Aculco, Atlacomulco, Chapa de Mota, El Oro, Jilotepec, Jiquipilco, Jocotitlán, Ixtlahuaca, Morelos, Polotitlán, San Felipe del Progreso, San José del Rincón, Soyaniquilpan de Juárez, Temascalcingo, Timilpan y Villa del Carbón. Colinda al norte con la diócesis de Tula, al sur con la arquidiócesis de Toluca, al este con la arquidiócesis de Tlalnepantla y la diócesis de Izcalli, al oeste con la arquidiócesis de Morelia y al noroeste con la diócesis de Querétaro.
La sede de la diócesis se encuentra en la ciudad de Atlacomulco de Fabela, en donde se halla la Catedral de la Divina Providencia y la excatedral de Nuestra Señora de Guadalupe.
En 2020 en la diócesis existían 65 parroquias agrupadas en 12 decanatos:
| Parroquia                                 | Localidad                         | Municipio               |
| ----------------------------------------- | --------------------------------- | ----------------------- |
| Asunción de María                         | Santa María Citendeje             | Jocotitlán              |
| Exaltación de la Santa Cruz               | Santa Cruz Tepexpan               | Jiquipilco              |
| Inmaculada Concepción de María            | La Concepción de los Baños        | Ixtlahuaca              |
| Jesús Nazareno                            | Jocotitlán                        | Jocotitlán              |
| La Divina Providencia                     | Providencia                       | San José del Rincón     |
| La Natividad de la Santísima Virgen María | Santa María Nativitas Tecoac      | Atlacomulco             |
| Nuestra Señora de Guadalupe               | Canalejas                         | Jilotepec               |
| Nuestra Señora de la Luz                  | Santa María Canchesda             | Temascalcingo           |
| Nuestra Señora de la Soledad              | Loma Alta                         | Villa del Carbón        |

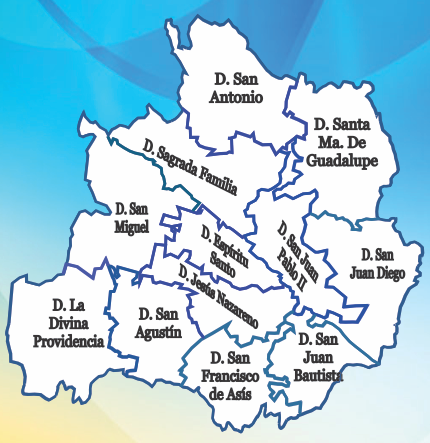
Decanatos de la diócesis

| Nuestra Señora de San Juan                | San Francisco de la Loma, Carmona | San José del Rincón     |
| Purísima Concepción                       | Mayorazgo                         | San Felipe del Progreso |
| San Andrés Apóstol                        | Timilpan                          | Timilpan                |
| San Antonio de Padua                      | Polotitlán                        | Polotitlán              |
| San Antonio de Padua                      | San Antonio Pueblo Nuevo          | San José del Rincón     |
| San Bartolomé Apóstol                     | San Bartolo del Llano             | Ixtlahuaca              |
| San Bartolomé Apóstol                     | San Bartolo Morelos               | Morelos                 |
| San Felipe Apóstol                        | San Felipe Coamango               | Chapa de Mota           |
| Santos Felipe y Santiago Apóstoles        | San Felipe del Progreso           | San Felipe del Progreso |
| Santos Felipe y Santiago Apóstoles        | San Felipe Santiago               | Jiquipilco              |
| San Francisco de Asís                     | San Francisco Soyaniquilpan       | Soyaniquilpan de Juárez |
| San Francisco de Asís                     | Colonia Morelos                   | Atlacomulco             |
| San Francisco de Asís                     | Ixtlahuaca                        | Ixtlahuaca              |
| San Francisco de Asís                     | San Francisco Chalchihuapan       | Atlacomulco             |
| San Jerónimo Doctor                       | San Jerónimo Aculco               | Aculco                  |
| San Jerónimo Doctor                       | San Jerónimo Zacapexco            | Villa del Carbón        |
| San José                                  | San José del Rincón               | San José del Rincón     |
| San José                                  | San José Agostadero               | Acambay                 |
| San Juan Bautista                         | San Juan Acazuchitlán             | Jilotepec               |
| San Juan Bautista                         | San Juan de los Jarros            | Atlacomulco             |
| San Juan Bautista                         | Jiquipilco                        | Jiquipilco              |
| San Lorenzo Mártir                        | San Lorenzo Toxico                | Ixtlahuaca              |
| San Lorenzo Mátir                         | San Lorenzo Tlacotepec            | Atlacomulco             |
| San Lorenzo Mártir                        | San Lorenzo Malacota              | Morelos                 |
| San Lucas Evangelista                     | San Lucas Totolmaloya             | Aculco                  |
| San Lucas Evangelista                     | San Lucas Pathé                   | Acambay                 |
| San Marcos Evangelista                    | San Marcos Tlazalpan              | Morelos                 |
| San Mateo Apóstol                         | San Mateo el Viejo                | Temascalcingo           |
| San Miguel Arcángel                       | Chapa de Mota                     | Chapa de Mota           |
| San Miguel Arcángel                       | Acambay                           | Acambay                 |
| San Miguel Arcángel                       | San Miguel Tenochtitlán           | Jocotitlán              |
| San Miguel Arcángel                       | Temascalcingo                     | Temascalcingo           |
| San Nicolás Tolentino                     | San Nicolás Guadalupe             | San Felipe del Progreso |
| San Pedro Apóstol                         | San Pedro de los Baños            | Ixtlahuaca              |
| San Pedro Apóstol                         | San Pedro el Alto                 | San Felipe del Progreso |
| San Pedro y San Pablo                     | Jilotepec                         | Jilotepec               |
| Santa Ana                                 | Santa Ana Nichi                   | San Felipe del Progreso |
| Santa Ana                                 | Santa Ana Ixtlahuaca              | Ixtlahuaca              |
| La Asunción de María                      | Tixmadeje                         | Acambay                 |
| Santa María de Guadalupe                  | Huertas                           | Jilotepec               |
| Santa María de Guadalupe                  | Atlacomulco                       | Atlacomulco             |
| Santa María de Guadalupe                  | Tapaxco                           | El Oro                  |
| Santa María de Guadalupe                  | El Oro                            | El Oro                  |
| Santa María de Guadalupe                  | Solís                             | Temascalcingo           |
| Santa Rosa de Lima                        | El Azafrán                        | Aculco                  |
| Santa Rosa de Lima                        | Santa Rosa de Lima                | El Oro                  |
| Santiago Apóstol                          | Santiago Acutzilapan              | Atlacomulco             |
| Santiago Apóstol                          | Santiago Yeche                    | Jocotitlán              |
| Santo Domingo de Guzmán                   | Santo Domingo de Guzmán           | Ixtlahuaca              |
| Señor del Pasito                          | Arroyo Zarco                      | Aculco                  |
| Señor del Quejido                         | San Luis Taxhimay                 | Villa del Carbón        |
| Virgen de la Peña de Francia              | Villa del Carbón                  | Villa del Carbón        |

Decanato La Divina Providencia
1. La Divina Providencia.
2. Nuestra Señora de San Juan de los Lagos, San Francisco de la Loma.
3. San Antonio de Padua, Pueblo Nuevo.
4. San José, San José del Rincón.
5. San Nicolás Tolentino, San Nicolás Guadalupe.

Decanato El Espíritu Santo
1. Divina Providencia, Catedral.
2. La Asunción de María, Citendejé.
3. Rectoría de San Cayetano, Atlacomulco
4. Rectoría del Señor de la Ascensión, Atlacomulco
5. San Francisco de Asís, Atlacomulco.
6. San Juan Bautista, San Juan los Jarros.
7. San Lorenzo Mártir, Tlacotepec.
8. Santa María de Guadalupe, Atlacomulco.
9. Santa María Nativitas, Tecoac.
10. Santuario Diocesano del Señor del Huerto, Atlacomulco.

Decanato Jesús Nazareno
1. Jesús Nazareno, Jocotitlán.
2. La Inmaculada Concepción, La Concepción de los Baños.
3. Los Santos Reyes.
4. San Francisco de Asís, Chejé.
5. San Pedro Apóstol, San Pedro los Baños.
6. Santiago Apóstol, Yeche.

Decanato San Juan Pablo II
1. Rectoría de San Sebastián, Buenos Aires.
2. San Andrés Apóstol, Timilpan.
3. San Bartolomé Apóstol, San Bartolo Morelos.
4. San Francisco de Asís, Chalchihuapan.
5. San Marcos Evangelista, Tlazalpan.
6. Santiago Apóstol, Acutzilapan.

Decanato La Sagrada Familia
1. San José, Agostadero.
2. San Lucas Evangelista, Pathé.
3. San Mateo Apóstol y Evangelista, San Mateo el viejo.
4. San Miguel Arcángel, Acambay.
5. La Asunción de María, Tixmadejé.

Decanato San Agustín
1. La Inmaculada Concepción, Mayorazgo
2. San Felipe y Santiago, San Felipe del Progreso.
3. San Miguel Arcángel, Tenochtitlán.
4. San Pedro Apóstol, San Pedro el Alto.
5. Santa Ana, Santa Ana Nichi.32

Decanato San Antonio de Padua
1. El Señor del Pasito, Arroyo Zarco.
2. Santa Rosa de Lima, El Azafrán.
3. San Antonio de Padua, Polotitlán.
4. San Jerónimo, Aculco.
5. San Lucas Evangelista, San Lucas Totolmaloya.

Decanato San Francisco de Asís
1. San Bartolomé Apóstol, San Bartolo del Llano.
2. San Francisco de Asís, Ixtlahuaca.
3. San Lorenzo Mártir, San Lorenzo Tóxico.
4. Santa Ana, Ixtlahuaca.
5. Santo Domingo de Guzmán.

Decanato San Juan Bautista
1. La Santa Cruz, Santa Cruz Tepexpan.
2. San Juan Bautista, Jiquipilco.
3. San Lorenzo Mártir, Malacota.
4. Santos Felipe y Santiago.
5. Santuario Diocesano del Señor del Cerrito, Santa Cruz Tepexpan.

Decanato San Juan Diego
1. El Señor del Quejido, San Luis Taxhimay.
2. La Virgen de la Peña de Francia, Villa del Carbón.
3. Nuestra Señora de la Soledad, Loma Alta.
4. San Felipe Apóstol, San Felipe Coamango.
5. San Jerónimo Doctor, San Jerónimo Zacapexco.
6. San Miguel Arcángel, Chapa de Mota.

Decanato San Miguel Arcángel
1. Rectoría de Nuestra Señora de los Ángeles, Pueblo Nuevo de los Ángeles.
2. San Francisco de Asís, Tepeolulco.
3. Santa María de Guadalupe, Solís.
4. Nuestra Señora de la Luz, Santa María Canchesdá.
5. Santa María de Guadalupe, El Oro.
6. Santa María de Guadalupe, Tapaxco.
7. Santa Rosa de Lima, El Oro.
8. San Miguel Arcángel, Temascalcingo.

Decanato Santa María de Guadalupe
1. El Señor de la Humildad, Calpulalpan.
2. Nuestra Señora de Guadalupe, Las Huertas.
3. San Francisco de Asís, Soyaniquilpan.
4. San Juan Bautista, Acazuchitlán.
5. San Pablo Apóstol, San Pablo Huantepec.
6. San Pedro y San Pablo, Jilotepec.
7. Santa María de Guadalupe, Canalejas.
8. Santuario Diocesano de la Virgen de la Piedrita, Canalejas.

## Historia
La diócesis fue erigida el 3 de noviembre de 1984 con la bula Quandoquidem ad plenius del papa Juan Pablo II, derivando el territorio de las diócesis de Toluca (hoy arquidiócesis) y Cuautitlán. Su primer obispo fue Ricardo Guízar Díaz, quien tomó posesión el 27 de diciembre de 1984 y posteriormente fue nombrado arzobispo de Tlalnepantla. Su segundo obispo fue Constancio Miranda Weckmann, quien tomó posesión el 4 de agosto de 1998 y luego pasó a ser arzobispo de Chihuahua.
Originalmente sufragánea de la arquidiócesis de México, el 28 de septiembre de 2019 pasó a formar parte de la provincia eclesiástica de la arquidiócesis de Toluca.

## Estadísticas
Según el Anuario Pontificio 2021 la diócesis tenía a fines de 2020 un total de 1 222 500 fieles bautizados.
| Año                                                                             | Población            | Población | Población      | Sacerdotes | Sacerdotes    | Sacerdotes    | Bautizados por sacerdote | Diáconos permanentes | Religiosos | Religiosos | Parroquias |
| Año                                                                             | Bautizados católicos | Total     | % de católicos | Total      | Clero secular | Clero regular | Bautizados por sacerdote | Diáconos permanentes | Varones    | Mujeres    | Parroquias |
| ------------------------------------------------------------------------------- | -------------------- | --------- | -------------- | ---------- | ------------- | ------------- | ------------------------ | -------------------- | ---------- | ---------- | ---------- |
| 1990                                                                            | 532 041              | 554 142   | 96.0           | 49         | 44            | 5             | 10 857                   |                      | 5          | 69         | 37         |
| 1999                                                                            | 807 634              | 810 070   | 99.7           | 73         | 64            | 9             | 11 063                   | 2                    | 22         | 89         | 40         |
| 2000                                                                            | 831 863              | 844 672   | 98.5           | 82         | 72            | 10            | 10 144                   | 1                    | 10         | 133        | 44         |
| 2001                                                                            | 834 350              | 847 208   | 98.5           | 87         | 77            | 10            | 9590                     | 1                    | 26         | 86         | 50         |
| 2002                                                                            | 836 853              | 849 749   | 98.5           | 85         | 77            | 8             | 9845                     | 1                    | 12         | 77         | 41         |
| 2003                                                                            | 861 958              | 874 210   | 98.6           | 87         | 78            | 9             | 9907                     | 1                    | 11         | 79         | 53         |
| 2004                                                                            | 862 816              | 875 435   | 98.6           | 95         | 86            | 9             | 9082                     | 1                    | 10         | 103        | 54         |
| 2006                                                                            | 865 404              | 878 061   | 98.6           | 94         | 92            | 2             | 9206                     | 1                    | 3          | 103        | 64         |
| 2012                                                                            | 941 000              | 958 000   | 98.2           | 114        | 111           | 3             | 8254                     | 1                    | 4          | 103        | 66         |
| 2015                                                                            | 1 123 200            | 1 350 000 | 83.2           | 119        | 118           | 1             | 9438                     | 1                    | 3          | 96         | 65         |
| 2018                                                                            | 1 198 620            | 1 444 125 | 83.0           | 131        | 121           | 10            | 9149                     | 1                    | 11         | 14         | 65         |
| 2020                                                                            | 1 222 500            | 1 473 000 | 83.0           | 123        | 115           | 4             | 9939                     | 1                    | 4          | 71         | 65         |
| Fuente: Catholic-Hierarchy, que a su vez toma los datos del Anuario Pontificio. |                      |           |                |            |               |               |                          |                      |            |            |            |

## Episcopologio
- Ricardo Guízar Díaz † (3 de noviembre de 1984-14 de agosto de 1996 nombrado arzobispo de Tlalnepantla)
- Constancio Miranda Weckmann (27 de junio de 1998-29 de septiembre de 2009 nombrado arzobispo de Chihuahua)
- Juan Odilón Martínez García, (30 de abril de 2010 hasta el 3 de julio de 2024 renunció)